# Публий Корнелий Секуларис
Публий Корнелий Секуларис (лат. Publius Cornelius Saecularis) — римский политический деятель и сенатор второй половины III века.

## Биография
О происхождении Публия точных сведений нет. Предположительно, около 240 года Секуларий находился на посту консула-суффекта. Около 254 года Секуларис был проконсулом Африки. В Лептис-Магне в его честь была сделана восхваляющая надпись. В 258—260 годах он занимал должность префекта города Рима. В этом период император Валериан I находился на Востоке, а его сын и соправитель Галлиен вел кампании у дунайской границы. Таким образом, Секуларис единолично управлял столицей, в связи с чем делается вывод, что он был родственником императрицы Корнелии Салонины. В этот период Секуларис принимал участие в гонениях на христиан в городе. Согласно преданиям, он приказал святому Лаврентию передать все церковное имущество властям. Лаврентий не повиновался, за что и был казнен.
В 260 году Секуларис был назначен ординарным консулом. Его коллегой стал Гай Юний Донат. В том же году в Галльской империи были назначены два своих консула — император Постум и некий Гоноратиан.